# Analog Worms Attack
Analog Worms Attack es el primer Álbum de estudio del artista francés Quentin Dupieux, bajo el seudónimo Mr Oizo. Fue lanzado el 11 de octubre de 1999 bajo el sello F Communications. 
El álbum es, en gran parte, instrumental y minimalista, tomando como referencia al French house y el Hip hop americano. Toda la música fue compuesta usando sintetizadores analógicos, como el Korg MS-20, lo cual contrasta con los siguientes trabajos de Oizo, en los que usaría un equipo de trabajo y técnicas más digitales.
El álbum recibió críticas favorables en su lanzamiento, y se ha convertido en una influencia en el género electrónico.
La canción "Last Night a DJ Killed My Dog" es una referencia al sencillo "Last Night a DJ Saved My Life" de Indeep. La Línea de bajo es muy similar a la de "Last Night a DJ Killed My Dog".

## Lista de canciones

### CD
1. "Bad Start" (1:46)
2. "Monophonic Shit" (3:56)
3. "No Day Massacre" (4:17)
4. "Smoking Tape" (1:31)
5. "Last Night a DJ Killed My Dog" (4:27)
6. "The Salad" (3:03)
7. "Bobby Can't Dance" (2:46)
8. "Analog Worms Attack" (4:52)
9. "One Minute Shakin" (1:13)
10. "Inside the Kidney Machine" (4:50)
11. "Miaaaw" (4:23)
12. "Flat 55" (2:22)
13. "Feadz On" (1:10)
14. "Analog Wormz Sequel" (3:40)
15. Flat Beat  (5:17)

### Vinilo
1. "Bad Start"
2. "Monophonic Shit"
3. "No Day Massacre"
4. "Smoking Tape"
5. "Last Night a DJ Killed My Dog"
6. "The Salad"
7. "Bobby Can't Dance"
8. "Analog Worms Attack"
9. "One Minute Shakin"
10. "Inside the Kidney Machine"
11. "Miaaaw"
12. "Flat 55"
13. "Feadz On"
14. "Analog Wormz Sequel"

- Datos: Q4352388